# Teptiuków (gromada)
Teptiuków – dawna gromada, czyli najmniejsza jednostka podziału terytorialnego Polskiej Rzeczypospolitej Ludowej w latach 1954–1972.
Gromady, z gromadzkimi radami narodowymi (GRN) jako organami władzy najniższego stopnia na wsi, funkcjonowały od reformy reorganizującej administrację wiejską przeprowadzonej jesienią 1954 do momentu ich zniesienia z dniem 1 stycznia 1973, tym samym wypierając organizację gminną w latach 1954–1972.
Gromadę Teptiuków z siedzibą GRN w Teptiukowie utworzono – jako jedną z 8759 gromad na obszarze Polski – w powiecie hrubieszowskim w woj. lubelskim na mocy uchwały nr 8 WRN w Lublinie z dnia 5 października 1954. W skład jednostki weszły obszary dotychczasowych gromad Świerszczów i Teptiuków ze zniesionej gminy Moniatycze, obszar dotychczasowej gromady Gródek ze zniesionej gminy Mieniany oraz obszar dotychczasowej gromady Husynne ze zniesionej gminy Horodło w tymże powiecie. Dla gromady ustalono 13 członków gromadzkiej rady narodowej.
1 stycznia 1957 z gromady Teptiuków wyłączono część gruntów wsi Świerszczów o powierzchni 67,73 ha (działki od nr 71 do nr 161), włączając ją do miasta Hrubieszowa w tymże powiecie i województwie.
1 stycznia 1962 gromadę zniesiono, włączając jej obszar do gromad: Czerniczyn (wieś i kolonię Gródek), Strzyżów (wieś i kolonię Husynne) i Dziekanów (wieś i kolonię Świerszczów i Teptiuków) w tymże powiecie.